# サイバーカルチャー
サイバーカルチャー（英: Cyberculture）は、通信/エンターテインメント/ビジネスへのコンピュータの利用の進展と共に勃興してきた新たな文化である。

## 概要
サイバーカルチャーの範囲を正確に定義することは困難だが、この用語は柔軟に使われ、場合によっては相互に矛盾する使われ方もする。少なくとも仮想共同体の文化を指すのは確かだが、それだけではなくサイバネティックスや、今後予想される人体や社会のサイボーグ化といった「サイバー」な文化的話題も含む場合がある。さらには、サイバーパンクなどの文化運動も含めることもできる。この用語には明らかに未来への希望的観測という側面が常に含まれている。
「サイバー」という言葉をこのように広めたのは、まずフィクションにおけるいわゆるサイバーパンクであったし、それを追うようにまず普及したパーソナルコンピュータとパソコン通信などのネット、そしてその後に一般に普及したインターネットによる「サイバースペース」であろう。概観するならば、1960年代から1990年代にかけて急激に社会的・文化的重要性を増したコンピュータの発達と密接に関連した社会的・文化的運動である（注: いわゆる「IT」（「情報技術」と訳されることもある）という語がよく使われるようになったのは、そんなに古くなく、21世紀に入ってからである）。サイバーカルチャーに関する様々な概念を定式化した者として、Lev Manovich、Pierre Lévy、Margaret Morse、Arturo Escobar、Fred Forest などが挙げられる。
それらの概念は特定の観点に着目したものであって、あまり深く掘り下げられているとは言えない。一部の著者はより包括的な理解を目指しており、初期のサイバーカルチャーと現在のサイバーカルチャーを区別したり（Jakub Mecek）、情報技術の文化という意味でのサイバーカルチャーと、文化と技術の複合体についての研究という意味でのサイバーカルチャー（研究）を区別する（David Lister 他）。
初期のサイバーカルチャー（1960年代初期から1990年代前半）は、文化や社会の主流ではないところで発達した。この初期のサイバーカルチャーは、情報科学や情報技術の発達した世界に関する表現を生み出した。現在のサイバーカルチャーは、一方では新たな形態の情報を扱う文化的慣習の集合体と理解できるが、もう一方では情報科学・技術についての政治や企業のあり方に対しての漠然とした反対勢力としての市民社会の一階層とも理解できる。

## サイバーカルチャー研究
サイバーカルチャー研究の分野においては、上述のような話題を扱い、コンピュータネットワークの進歩と共に生まれつつあるコミュニティの研究も含まれる。その際、政治学、心理学、社会学、哲学といった側面から、人間同士のネットワークにおける相互作用や、人間と情報科学・技術の様々な関係を研究する。この方面の研究では、European Graduate School が特に進んでいる。
サイバーカルチャーについて重要な理論家、批評家、研究者として、ダナ・ハラウェイ、Sadie Plant、Manuel De Landa、ブルース・スターリング、Hendrik Speck、Kevin Kelly、Wolfgang Schirmacher、Victor J.Vitanza、Gregory Ulmer、Charles D. Laughlin、ジャン・ボードリヤールが挙げられる。

## 主なサイバーカルチャー
- インターネットコミュニティ
- インターネット・ミーム
- インターネット・ビデオ（動画共有サービス）
  - ライブ動画配信サービス
- ウィキ
- オンラインゲーム
- ソーシャル・ネットワーキング・サービス
- チャット
- 電子掲示板（BBS）
- 電子商取引（eコマース）
- ネットニュース
- ピアツーピアのファイル共有
- ブログ